# Marc Domènech González
Marc Domènech González (nascut l'1 de desembre de 2006) és un futbolista professional mallorquí que juga com a davanter al RCD Mallorca B.

## Carrera
Nascut a Llucmajor, Mallorca, Illes Balears, Domènech va jugar als equips juvenils del RCD Mallorca abans de passar al club filial CD San Francisco. Durant la temporada 2023-24, va ser el màxim golejador del grup 3 de la Divisió d'Honor Juvenil amb 21 gols.
El juliol del 2024, Domènech va renovar el seu contracte amb els Vermellons fins al 2029, després que el club rebutgés una oferta del FC Barcelona d'uns 300.000 €. Ascens inicialment a al filial, va ser inclòs a la plantilla del primer equip per a la pretemporada, marcant en el seu primer amistós contra el Crewe Alexandra.
Domènech va debutar oficialment, i a la Lliga, amb el Mallorca el 27 d'agost de 2024, substituint Sergi Darder en un empat a casa 0-0 contra el Sevilla FC.